# Dimítrios Chondrokoúkis
Dimítrios Chondrokoúkis (Grecia, 26 de enero de 1988) es un atleta griego especializado en la prueba de salto de altura, en la que consiguió ser campeón mundial en pista cubierta en 2012.

## Carrera deportiva
En el Campeonato Mundial de Atletismo en Pista Cubierta de 2012 ganó la medalla de oro en el salto de altura, con un salto por encima de 2.33 metros que fue su mejor marca personal, por delante de los rusos Andrey Silnov (plata también con 2.33 metros pero en más intentos) y Ivan Ukhov (bronce con 2.31 metros).